# Azincourt
Azincourt er en kommune i Pas-de-Calais-departementet i det nordlige Frankrig. Det var i nærheden af Azincourt, at det store slag ved Agincourt (tidligere stavemåde) fandt sted i 1415.

## Geografi
Den lille kommune ligger 19 km nord for Saint-Pol-sur-Ternoise på D71-landevejen mellem Hesdin og Fruges.

## Etymologi
Byen kendes under navnet Aisincurt tilbage til 1175, et navn afledt af det germanske drengenavn Aizo eller Aizino og det gamle nordfranske ord 'curt', 'gård med gårdsplads' (latin: 'cortem'). Navnet har ingen forbindelse på fransk med Agincourt i Meurthe-et-Moselle (kendt som Egincourt tilbage til 875), som er afledt af et andet germansk navn *Ingin-.

## Historie
Azincourt er især kendt for slaget ved Agincourt, der fandt sted i nærheden 25. oktober 1415 i hvilket, Henrik 5. af England besejrede de styrker, Charles d'Albret anførte på vegne af Karl 6. af Frankrig. Slaget er i følge traditionen opkaldt efter en for længst nedlagt borg ved navn Agincourt. Den lille by tog navnet Azincourt i det 17. århundrede.
Omkring 100 år senere forsøgte Henrik 8. af England at gå i sin forgængers fodspor og indtage Frankrig. Undervejs stoppede han op i Azincourt.